# Pontogenia spinosa
Pontogenia spinosa är en ringmaskart som beskrevs av Horst 1917. Pontogenia spinosa ingår i släktet Pontogenia och familjen Aphroditidae. Inga underarter finns listade i Catalogue of Life.